# عینات ویلف
عینات ویلف (عبری: עינת וילף‎)(زادهٔ ۱۱ دسامبر ۱۹۷۰) سیاستمدار پیشین اسرائیلی است که به‌عنوان عضو کنست از حزب استقلال و حزب کارگر فعالیت کرده است.

## زندگی‌نامه
عینات ویلف در اورشلیم متولد شد و در خانواده‌ای صهیونیست کارگری رشد یافت. او در دبیرستان دانشگاه عبری در اورشلیم غربی تحصیل کرد. خدمت سربازی خود را به‌عنوان افسر اطلاعاتی در واحد ۸۲۰۰ با درجهٔ ستوان به پایان رساند. سپس به دانشگاه هاروارد رفت و مدرک کارشناسی در رشتهٔ حکومت و هنرهای زیبا دریافت کرد، سپس مدرک کارشناسی ارشد مدیریت بازرگانی را از اینسیاد در فرانسه گرفت و در نهایت دکترای علوم سیاسی را از کالج ولفسون، دانشگاه کمبریج دریافت کرد.
ویلف در سال ۲۰۰۷ با روزنامه‌نگار و مجری تلویزیونی آلمانی ریچارد گوتیار ازدواج کرد. او در سال ۲۰۱۰ صاحب پسری شد. ویلف خود را یک صهیونیست، یک فمینیست و یک خداناباور توصیف می‌کند.

## فعالیت‌های سیاسی و تجاری
ویلف به‌عنوان مشاور سیاست خارجی معاون نخست‌وزیر شیمون پرز خدمت کرد، همچنین به‌عنوان مشاور راهبردی در مک‌کنزی و شرکا در نیویورک و شریک عمومی در سرمایه‌گذاری مخاطره‌آمیز شرکت کوآر در اسرائیل فعالیت کرد. پس از بازگشت به اسرائیل، ویلف به‌عنوان پژوهشگر ارشد در مؤسسه سیاست‌گذاری مردمی یهود مشغول به کار شد و ستون‌نویس هفتگی روزنامه اسرائیل هیوم بود. او همچنین در کالج ساپیر تدریس کارآفرینی اجتماعی را بر عهده داشت و مهمان مکرر برنامه‌های رادیویی و تلویزیونی اسرائیل بود. وی همچنین عضو کمیته راهبری کنفرانس ریاست‌جمهوری بود.
در سال ۲۰۰۷، او برای ریاست کنگره جهانی یهود نامزد شد. با این حال، پیش از رأی‌گیری کناره‌گیری کرد و رونالد لادر به‌عنوان رئیس انتخاب شد.
ویلف که عضو حزب کارگر اسرائیل بود، در فهرست این حزب برای انتخابات قانون‌گذاری ۲۰۰۳ اسرائیل در رتبه ۳۹ قرار داشت، اما موفق به کسب کرسی نشد. در انتخابات قانون‌گذاری ۲۰۰۹ اسرائیل او در جایگاه چهاردهم فهرست حزب قرار گرفت، اما با توجه به اینکه حزب تنها ۱۳ کرسی به دست آورد، انتخاب نشد. با این حال، در ۱۰ ژانویه ۲۰۱۰، پس از کناره‌گیری اوفیر پینس-پاز از سیاست، او وارد کنست شد. اما در ژانویه ۲۰۱۱، او یکی از پنج نماینده‌ای بود که از حزب کارگر جدا شد و حزب استقلال را تحت رهبری ایهود باراک تأسیس کرد. او در ژانویه ۲۰۱۳، زمانی که این حزب تصمیم گرفت در انتخابات قانون‌گذاری ۲۰۱۳ اسرائیل شرکت نکند، کرسی خود را از دست داد.
در ژوئن ۲۰۲۴، او به دفتر سخنگویان شهروندی اسرائیل پیوست و یک پادکست جدید با عنوان دیپ‌دایو راه‌اندازی کرد.

## دیدگاه‌های سیاسی
ویلف از قانونی‌سازی مواد مخدر سبک حمایت می‌کند و استدلال می‌کند که شرایط موجود به افزایش جرم و جنایت منجر می‌شود.
به گفته ویلف، هسته اصلی درگیری اسرائیل و فلسطین بیشتر از اینکه مسئله‌ای سرزمینی باشد، به موضوع پناهندگان فلسطینی مربوط است. او معتقد است که بدون حل این مسئله، دستیابی به راه‌حلی برای این درگیری امکان‌پذیر نیست. ویلف همواره بر لزوم اقدام در سازمان ملل متحد برای انحلال آنروا تأکید داشته و مدعی است که این سازمان به تداوم مسئله پناهندگان فلسطینی کمک می‌کند. در جریان عملیات لبه حفاظتی، ویلف بارها در رسانه‌ها ظاهر شد و آنروا را نه یک سازمان بشردوستانه، بلکه سازمانی «خصمانه» توصیف کرد که به «رؤیای بازگشت» دامن می‌زند.

## جنگ بازگشت
در کتاب جنگ بازگشت (۲۰۲۰)، ویلف و عدی شوارتز استدلال می‌کنند که حق بازگشت فلسطینیان نه یک حق، بلکه تلاشی پنهان برای نابودی اسرائیل است و این مسئله مهم‌ترین مانع برای صلح میان اسرائیل و فلسطینیان است.